# José Luis Arilla
José Luis Arilla foi um tenista profissional espanhol.
O tenista defendeu as cores na Copa Davis 